# Journal of Cerebral Blood Flow and Metabolism
Das Journal of Cerebral Blood Flow and Metabolism, abgekürzt J. Cereb. Blood Flow Metab., ist eine wissenschaftliche Fachzeitschrift, die vom Nature-Verlag für die International Society for Cerebral Blood Flow & Metabolism veröffentlicht wird. Die Zeitschrift wurde im Jahr 1981 gegründet und erscheint derzeit monatlich.
Es werden Arbeiten aus den Bereichen Hirnfunktion, zerebrovaskuläre Regulation und Erkrankungen sowie Hirnmetabolismus veröffentlicht. Der online-Zugang zu den Ausgaben aus den Jahren 2011 und älter ist frei.
Der Impact Factor lag im Jahr 2014 bei 5,407. Nach der Statistik des ISI Web of Knowledge wird das Journal mit diesem Impact Factor in der Kategorie Endokrinologie und Metabolismus an 18. Stelle von 128 Zeitschriften, in der Kategorie Hämatologie an neunter Stelle von 68 Zeitschriften und in der Kategorie Neurowissenschaften an 33. Stelle von 252 Zeitschriften geführt.
Chefherausgeber sind Ulrich Dirnagl (Charité, Berlin) und Martin Lauritzen (Universität Kopenhagen, Dänemark).